# Cattedrale dell'Assunzione della Beata Vergine Maria (Tuam)
La cattedrale dell'Assunzione della Beata Vergine Maria (in inglese: Cathedral of the Assumption of the Blessed Virgin Mary) è la cattedrale cattolica di Tuam, in Irlanda, e sede dell'arcidiocesi di Tuam.

## Storia
La chiesa cattedrale dell'Assunzione della Beata Vergine Maria, comunemente chiamata  "cattedrale cattolica di Tuam", è stata costruita nel XIX secolo, tra il 1827 e il 1836, la costruzione iniziò due anni prima dell'approvazione dell'atto di emancipazione cattolica da parte del Parlamento britannico, avvenuta nel 1829.
Nel 1968 l'interno dell'edificio è stato completamente modificato per l'adeguamento liturgico per la riforma seguita al Concilio Vaticano II.